# HD86902
HD86902 — хімічно пекулярна зоря спектрального класу A1, що має видиму зоряну величину в смузі V приблизно  7,2.
Вона  розташована на відстані близько 278,5 світлових років від Сонця.